# 韓慧儀
韓慧儀（1978年9月18日—），印度外交官，現任印度常駐聯合國及日內瓦其他國際組織代表團副常駐代表，曾任印度駐香港及澳門總領事。

## 經歷
韓慧儀生於1978年。她在CEPT大學獲得建築文憑，在進入外交部門後，又在印度國防勤務參謀學院獲得國防與戰略研究研究生學位。成爲外交官之前，她曾短暫從事建築工作，並曾在《印度時報》擔任記者。
2004年進入印度外事服務部。
2019年3月至2022年6月，擔任印度駐香港及澳門總領事。2019年5月16日，中華人民共和國外交部駐港特派員公署會見韓慧儀在內的三名駐港總領事，頒發領事證書。
2022年7月出任印度常駐聯合國及日內瓦其他國際組織代表團副代表。

## 個人生活
韓慧儀已婚，育有一個女兒。